# Kalo Chorio Orinis
Kalo Chorio Orinis (gr. Καλό Χωριό Ορεινής) – wieś w Republice Cypryjskiej, w dystrykcie Nikozja. W 2011 roku liczyła 734 mieszkańców.